# Eötvös Loránd-universitetet
Eötvös Loránd-universitetet (Eötvös Loránd Tudományegyetem), vanligtvis kallat ELTE, är det största universitetet i Ungern. Det är beläget i huvudstaden Budapest.
År 1950 bytte universitetet namn till Eötvös Loránd-universitetet, på ungerska Eötvös Loránd Tudományegyetem efter fysikern Loránd Eötvös. Innan namnbytet hette det Pázmány Péter Tudományegyetem, Péter Pázmánys universitet.

## Historia

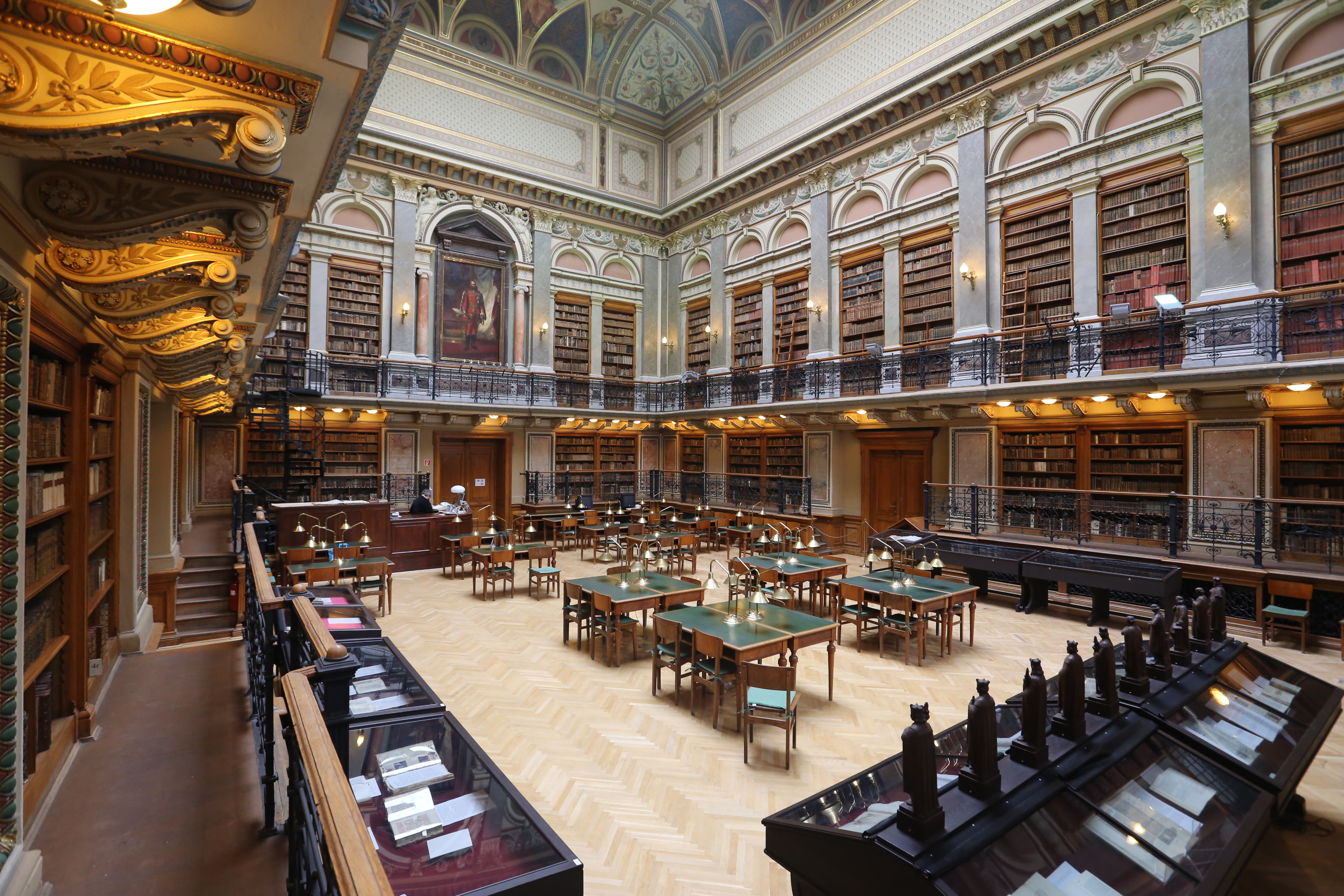
Eötvös Loránds Universitetsbibliotek byggt i eklektisk stil. (3:e pris i foto i Wiki Loves Monuments 2013.)

Universitetet grundades år 1635 i Nagyszombat (idag Trnava i Slovakien) av ärkebiskopen och teologen Péter Pázmány som lämnade sitt ledarskap för Jesuitorden. Från början bestod universitetet av en artes-fakultet (filosofisk fakultet) och en teologisk fakultet och först år 1667 inrättades en juridisk fakultet. Den medicinska fakulteten tillkom år 1769. Efter en upplösning av Jesuitorden flyttades universitetet till Buda (en del av dagens Budapest) år 1777. Idag ligger universitetet på den andra sidan, Pest. Det blev klart 1784. Utbildningen bedrevs på latin fram till 1844, då ungerska blev det officiella språket i landet.

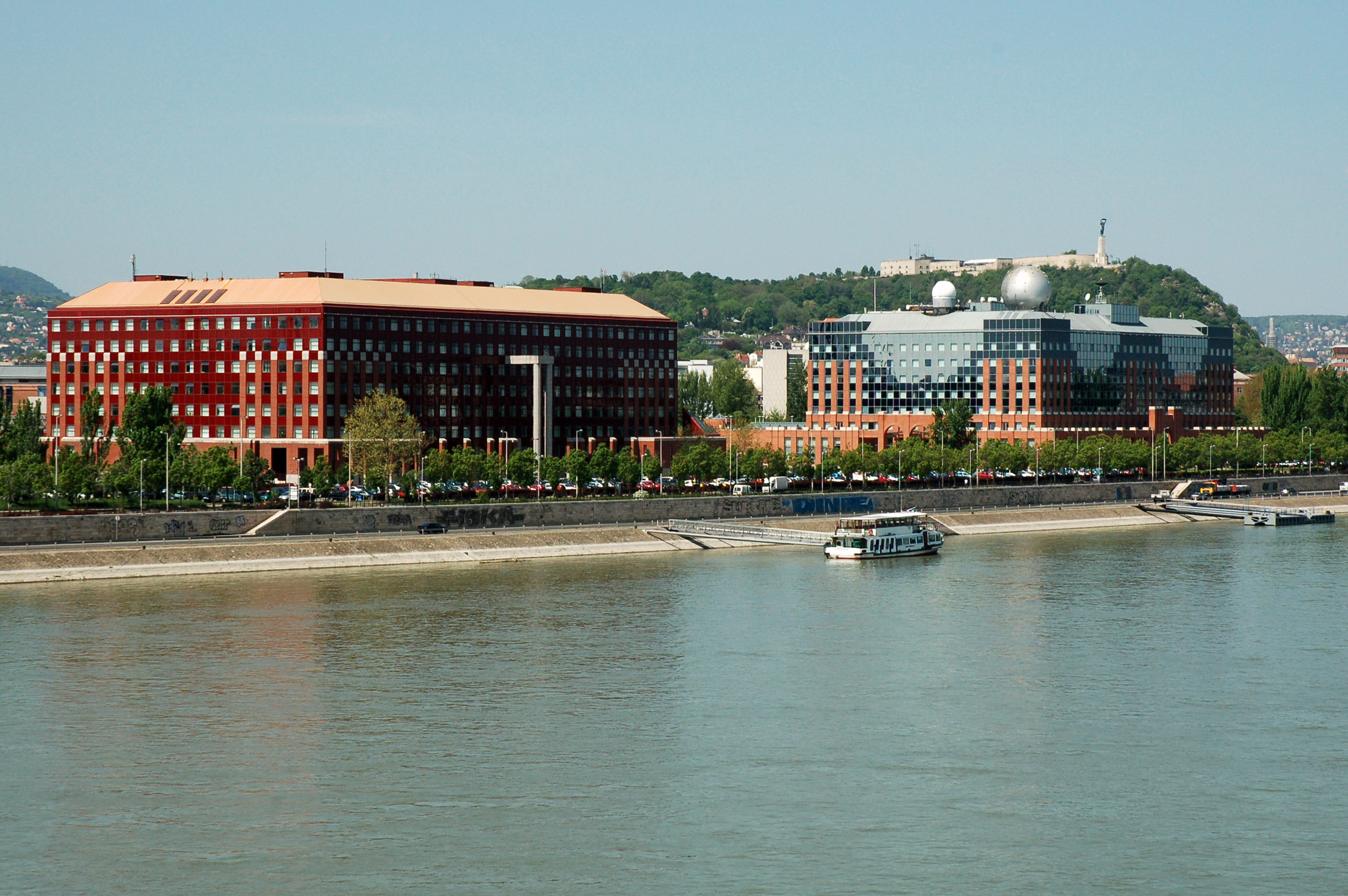
Lágymányosi Campus vid universitetet, byggnaderna för naturvetenskapliga fakulteten och fakulteten för informatik.

Idag har universitetet 30 000 studenter och rektor István Klingshammer. Universitetet tillhör Coimbra-gruppen, med medlemsuniversitet i de flesta europeiska länder. 